# يانوش ميسنر
يانوش ميسنر (بالبولندية: Janusz Meissner)‏ هو كاتب سيناريو وضابط وكاتب بولندي، ولد في 21 يناير 1901 في وارسو في بولندا، وتوفي في 28 فبراير 1978 في كراكوف في بولندا.

## وصلات خارجية
- يانوش ميسنر على موقع IMDb (الإنجليزية)
- يانوش ميسنر على موقع قاعدة بيانات الفيلم (الإنجليزية)